# Erika Safirowa
Erika Rossenowa Safirowa (bulgarisch Ерика Росенова Зафирова; * 7. Mai 1999 in Kjustendil) ist eine ehemalige bulgarische Rhythmische Sportgymnastin.

## Karriere
Safirowa begann im Alter von sieben Jahren mit der rhythmischen Sportgymnastik und wurde später Mitglied der bulgarischen Nationalgruppe, mit der sie mehrere internationale Medaillen errang.
Bei den Europaspielen 2019 gewann sie mit der Gruppe Silber im Mehrkampf sowie mit fünf Bällen und Bronze in der Übung mit drei Reifen und vier Keulen. Im selben Jahr nahm sie an der Weltmeisterschaft teil, wo sie mit der Gruppe Silber in der Übung mit fünf Bällen und Bronze im Mehrkampf gewann. Zwei Jahre später folgte bei der Europameisterschaft 2021 Gold mit fünf Bällen und Silber mit drei Reifen und vier Keulen. Höhepunkt ihrer sportlichen Karriere war der Olympiasieg im Gruppen-Mehrkampf bei den Olympischen Spielen in Tokio.
Für ihre sportlichen Leistungen wurde sie 2021 zur Ehrenbürgerin der Städte Kjustendil und Sofia ernannt.